# Vallée de la Vallouise
La vallée de la Vallouise, ou la Vallouise, est une vallée des Alpes françaises située dans le massif des Écrins et dans le département des Hautes-Alpes en région Provence-Alpes-Côte d'Azur. Elle se situe dans le Briançonnais et est une des portes du parc national des Écrins,.
Elle regroupe les communes de Vallouise, Pelvoux (réunies en commune de Vallouise-Pelvoux), Puy-Saint-Vincent et Les Vigneaux. Le hameau d'Ailefroide est dans cette région.
Le parc national des Écrins (créé en 1973) comporte un « secteur de la Vallouise » qui comprend ce territoire, élargi au vallon du Fournel et à la vallée de Freissinières (qui correspond à la vallée de la Biaysse).

## Toponymie
La vallée de Vallouise a changé de nom plusieurs fois au fil des siècles :
- Vallis Gerenton(i)a = la vallée des rochers (ou Vallis jarentonnæ[5]), dans l'Antiquité romaine et jusqu'au XIIe siècle ;
- Après le XIIe siècle, « Vallis putas » ou « Vallis putea »[6], la vallée mauvaise ; devenu « Valpute »[6]. Selon certaines sources, ce serait parce que des disciples de Pierre Valdo, issus de classes pauvres lyonnaises converties au mouvement vaudois, y résistaient aux troupes royales, jusqu'à leur massacre partiel lors de la Croisade contre les vaudois de 1488 ; mais il semble que le nom de la vallée ne soit pas lié à cela ;
- Le nom actuel de Vallouise (Vallée Louise) rend hommage à Louis XI (1423-1483) qui fit cesser (provisoirement) les représailles et les massacres organisés contre les Vaudois de cette vallée ; le nom de Vallis Loysia (Vallouise) est adopté à cette époque[7].
- Val Libre durant la Révolution française ;
- Vallouise après la période précédente.

## Géographie
On accède à la vallée de la Vallouise par la vallée de la Durance. La ville la plus proche est Briançon.
Cette vallée est l'une des portes du parc national des Écrins. Dans la vallée du Gyr se trouve le hameau d'Ailefroide, puis le pré de Madame Carle ; depuis cet endroit, on accède à la barre des Écrins (4 102 m d'altitude et plus haut sommet du massif), au mont Pelvoux, à l'Ailefroide, aux glacier Blanc et glacier Noir, ainsi qu'à la roche Faurio. Ailefroide, deuxième site français pour la pratique de la haute montagne, est le plus fréquenté des Écrins. Le vallon des Bans et celui de la Selle, situés dans le réseau Natura 2000, sont dans ce secteur. Ce territoire forme la vallée historique de la Vallouise.
Le parc national des Écrins comporte un secteur géographique nommé « La Vallouise », qui enrichit ce territoire avec les vallées du Fournel et de la Biaysse. Le vallon du Fournel, accessible depuis L'Argentière-la-Bessée, possède un ancien site minier de plomb argentifère exploité à partir du Moyen Âge ; les paysages de cette vallée portent l'empreinte des modifications faites par l'activité humaine au fil des siècles. S'y trouve aussi la réserve naturelle des Deslioures. La vallée de Freissinières (vallée de la Biaysse) est accessible par un ancien verrou glaciaire ; les Vaudois s'étaient abrités dans cette vallée notamment des persécutions qui leur étaient faites au Moyen Âge ; le hameau de Dormillouse est situé sur ce territoire.
La commune des Vigneaux, à l'entrée de la vallée de la Vallouise, possédait jusqu'au XIXe siècle de nombreuses vignes, et son nom est lié à cela.
La vallée de Vallouise correspond essentiellement aux vallées du Gyr, de l'Onde, de la Gyronde (et de la Biaysse, pour le « secteur de la Vallouise » du parc national des Écrins). Parmi les lacs de montagne présents dans ce secteur, se trouve le lac de l'Eychauda, situé au pied d'un glacier et l'un des plus grands lacs des Écrins.

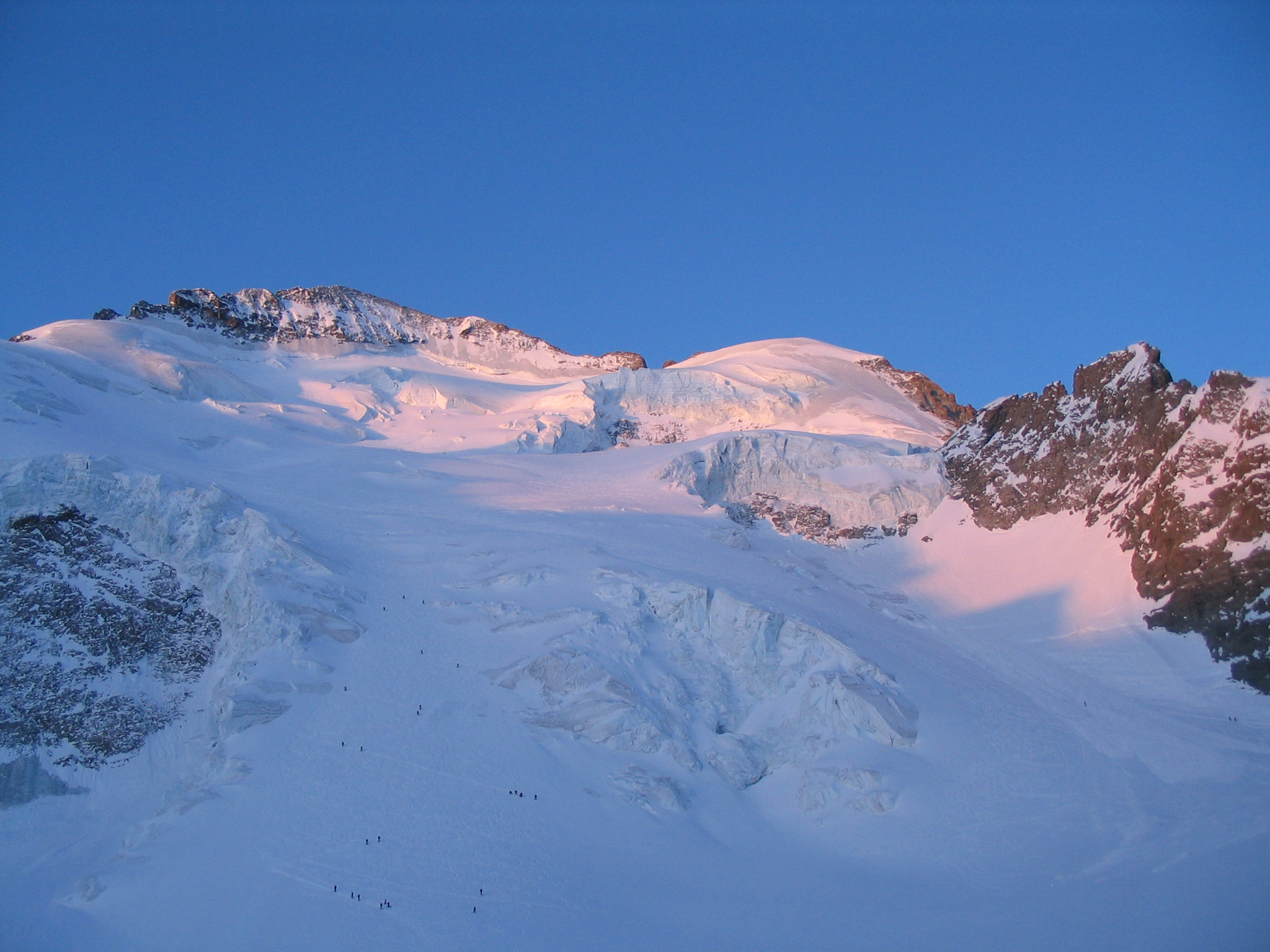
La barre et le dôme des Écrins.
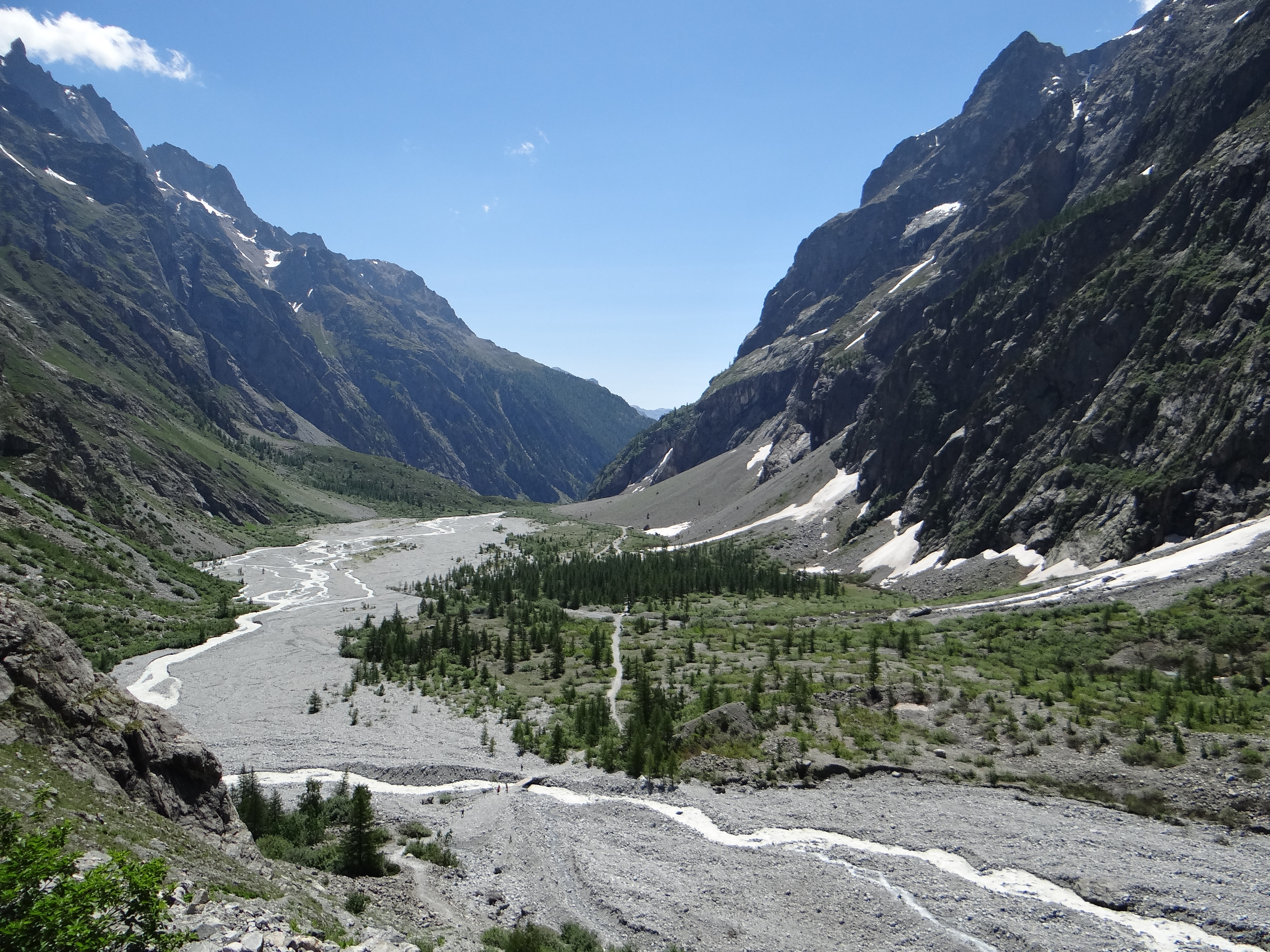
Le pré de Madame Carle
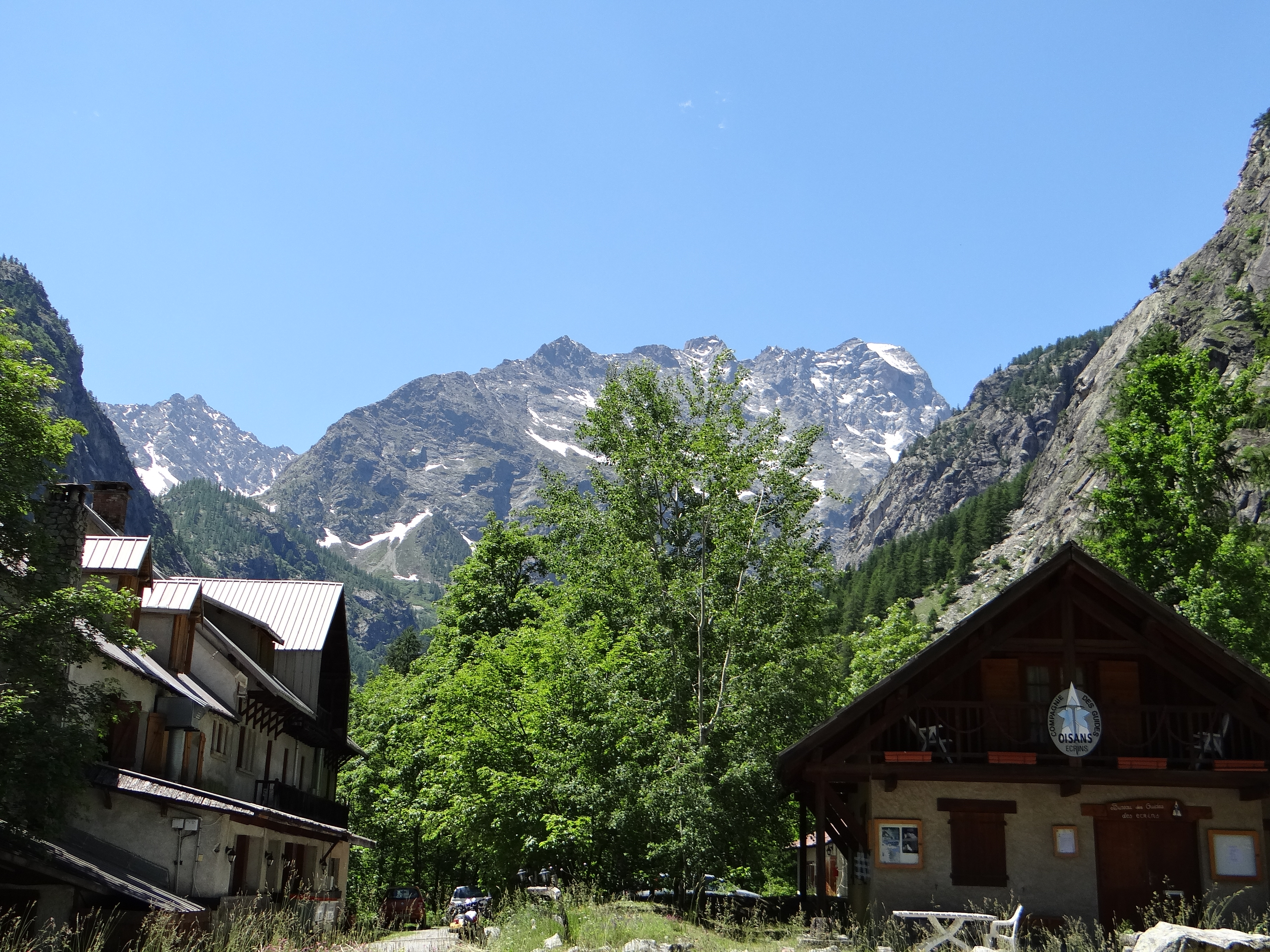
Le hameau d'Ailefroide
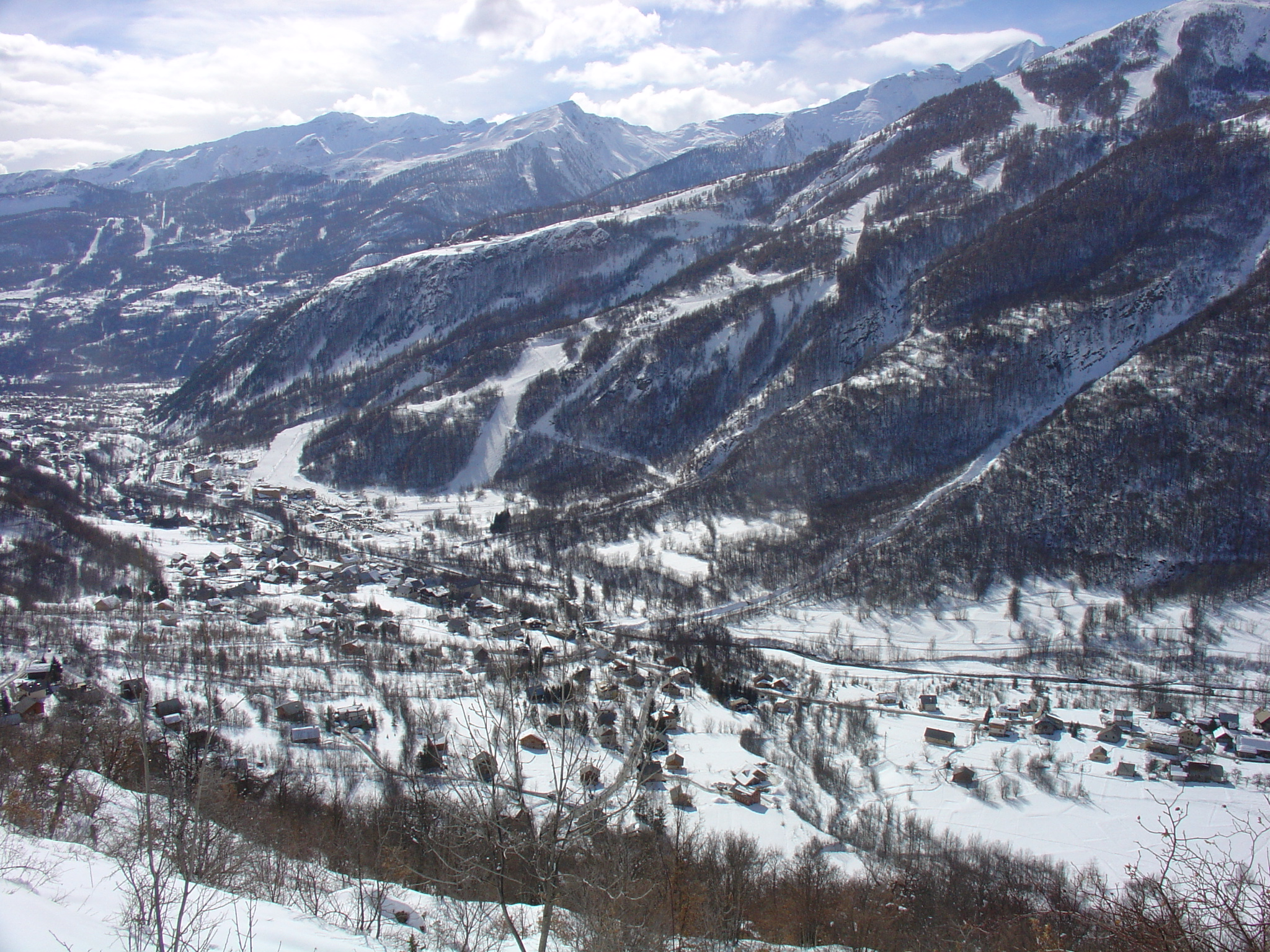
Les stations de Vallouise-Pelvoux et de Puy-Saint-Vincent
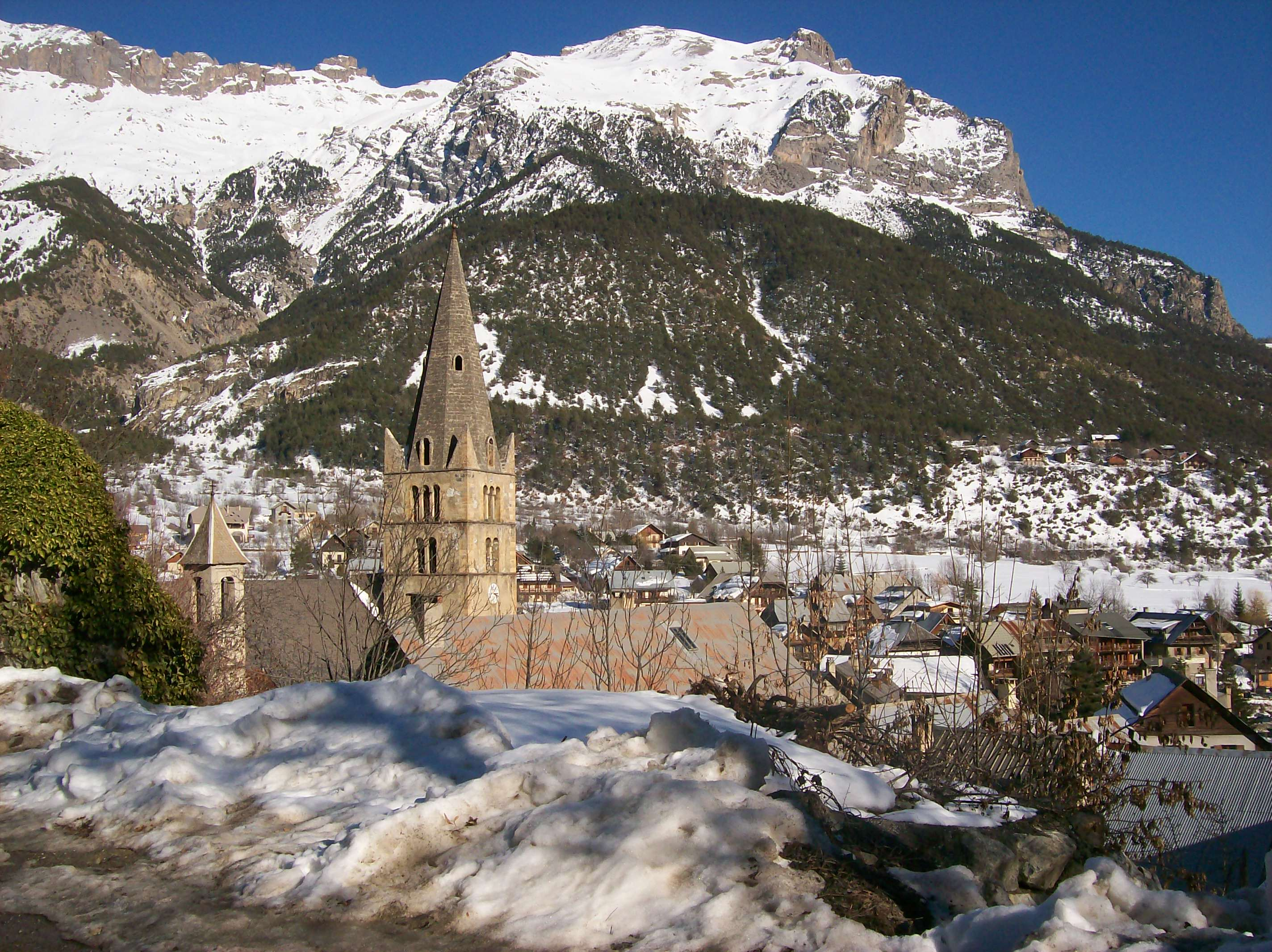
Le village de Vallouise (commune de Vallouise-Pelvoux)
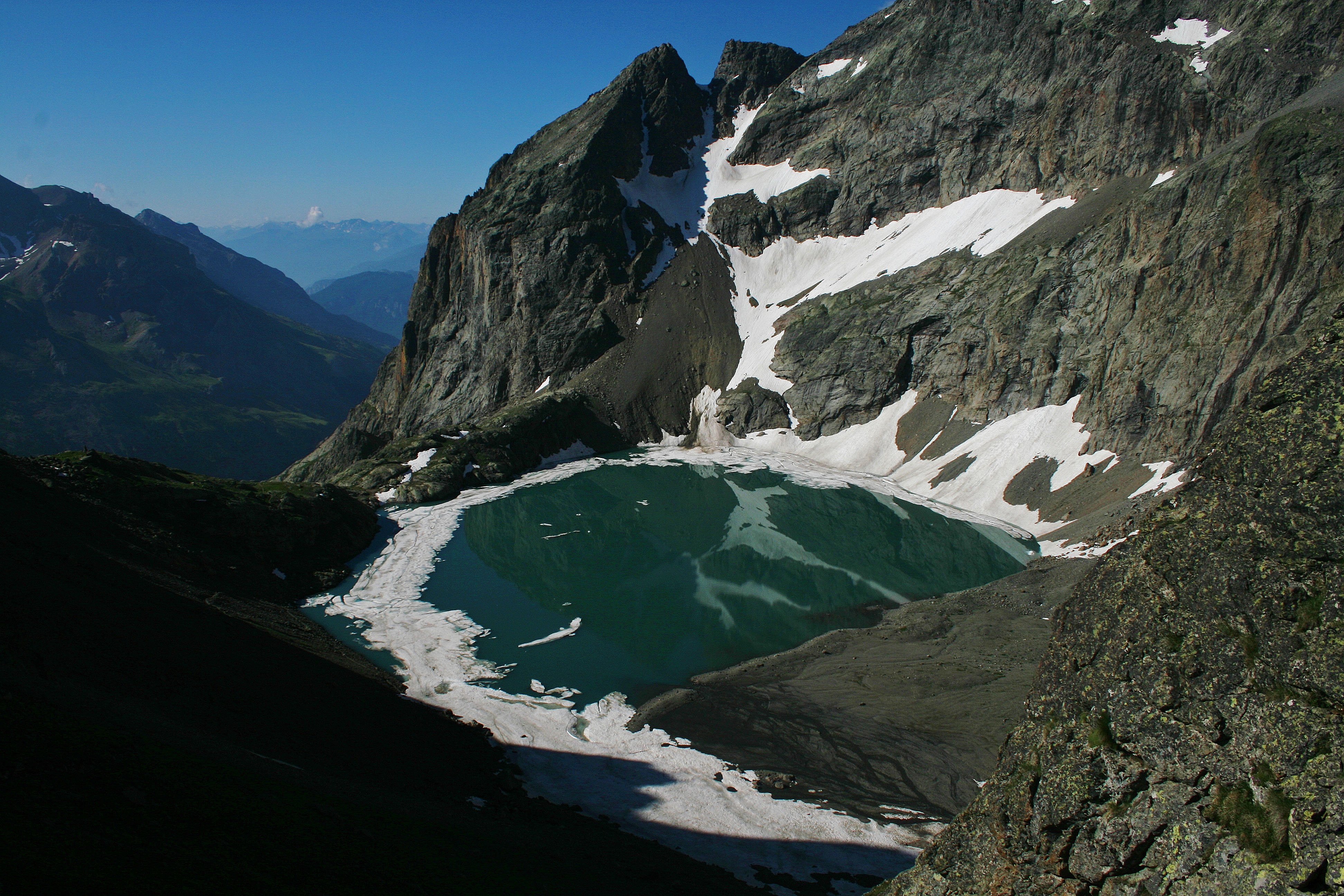
Le lac de l'Eychauda

## Urbanisme et architecture

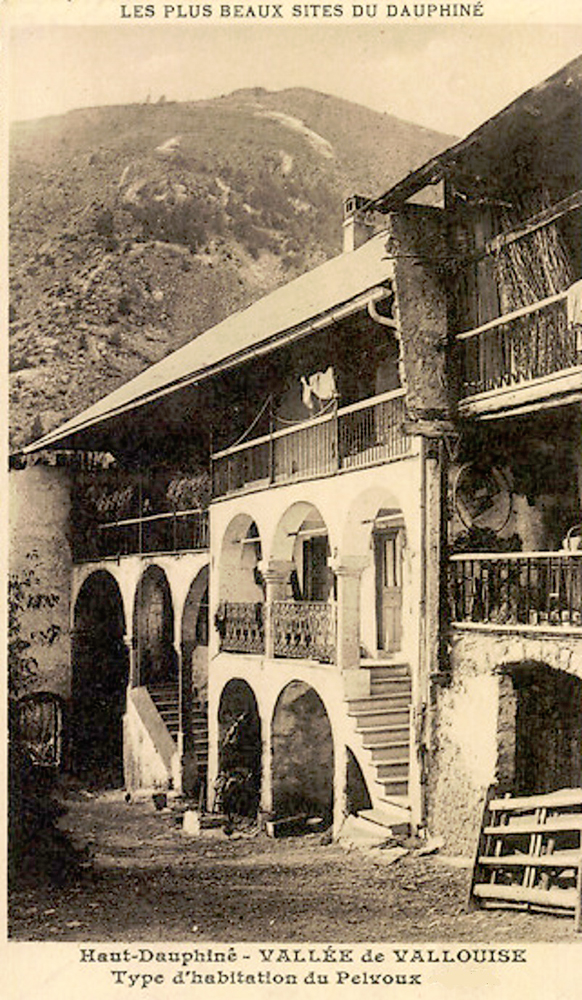
Haut-Dauphiné - Vallée de Vallouise - Type d'habitation du Pelvoux.

Les villages et hameaux de la Vallouise présentent une architecture traditionnelle typique de cette vallée. La plupart des maisons anciennes sont des maisons d'agriculteurs, constituées d'un volume regroupant une étable (au rez-de-chaussée), un logis (au premier étage) et une grange (au second étage et dans les combles) ; aucune circulation intérieure n'était possible, les accès se faisaient en façade par des coursières (formées généralement de balcons de bois, quelques fois aussi par les fameuses arcades de pierre) reliées par des échelles ; ce système est typique de la vallée. Ces constructions étaient et sont toujours en pierre ; cependant, la partie supérieure abritant la grange était, au XVIIe siècle, construite en fûts de mélèze empilés horizontalement les uns sur les autres. Jusqu'au XIXe siècle, la majorité des toitures était constituée de paille de seigle ; seules l'église, la maison commune et quelques habitations de riches avaient des toits en ardoise ; ce dernier matériau a remplacé la paille de seigle à la fin du XIXe siècle. Le logis est souvent constitué de quatre pièces faites de voûtes d'arêtes en pierre. Le village de Vallouise comporte quelques bâtisses présentant des arcades de marbre sur un ou deux niveaux en façade,. Ces façades à arcades seraient apparues dans la seconde moitié du XVIIIe siècle, probablement en une évolution des coursives traditionnelles en bois, dans des maisons appartenant aux propriétaires les plus fortunés. Les coursières, généralement situées sur la façade exposée au soleil, étaient des lieux de circulation, mais également de stockage et de vie.
Les villages principaux sont souvent situés en fond de vallée, tandis que des hameaux d'alpage permettaient aux habitants de suivre leurs troupeaux dans les hauteurs durant l'été.

Le village de Vallouise (cartes postales anciennes)
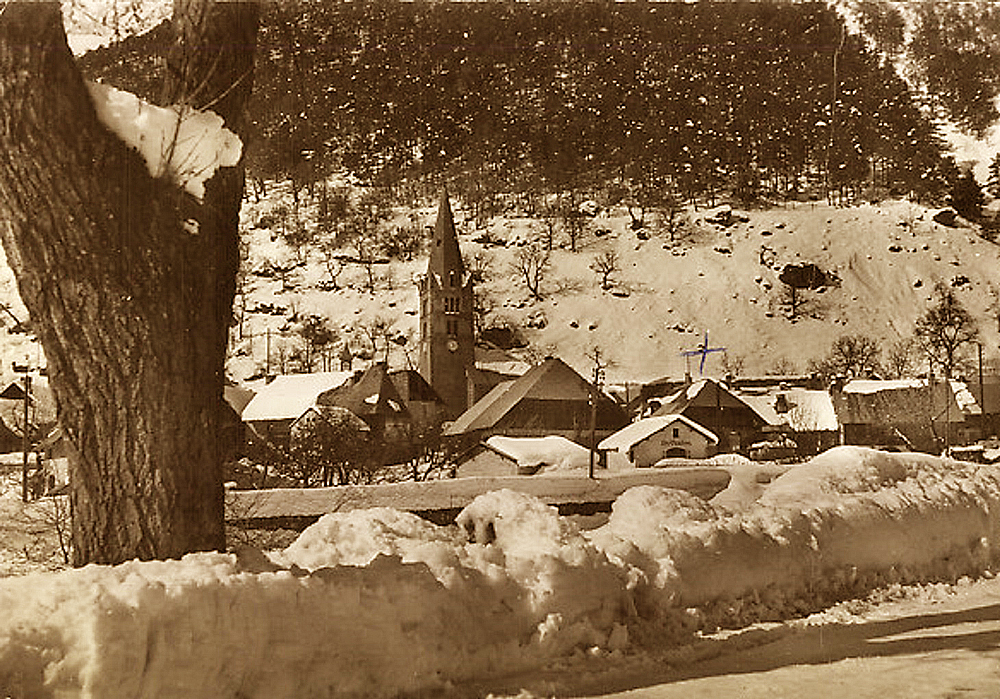
Le village en hiver vers les années 1920
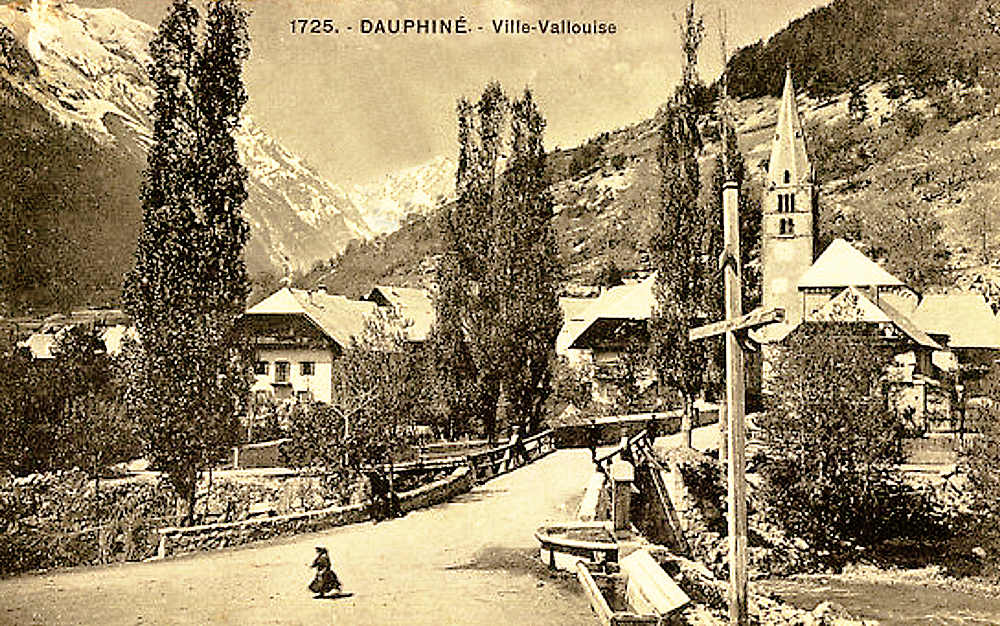
Le village vers les années 1920
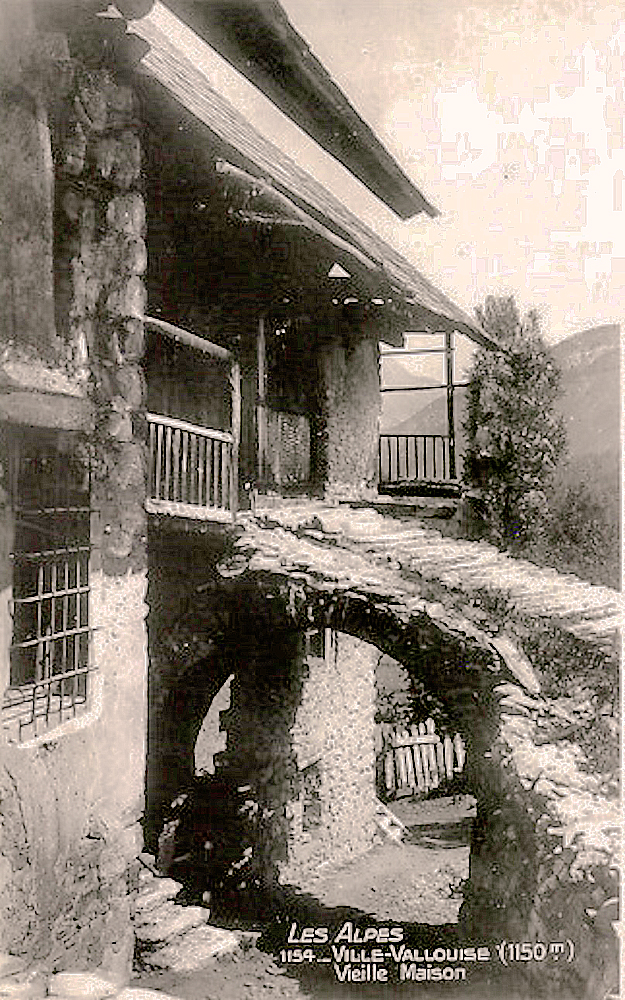
Une maison vers les années 1920

La vallée comporte de nombreux édifices religieux.

Église Saint-Étienne (XVe siècle) dans le village de Vallouise
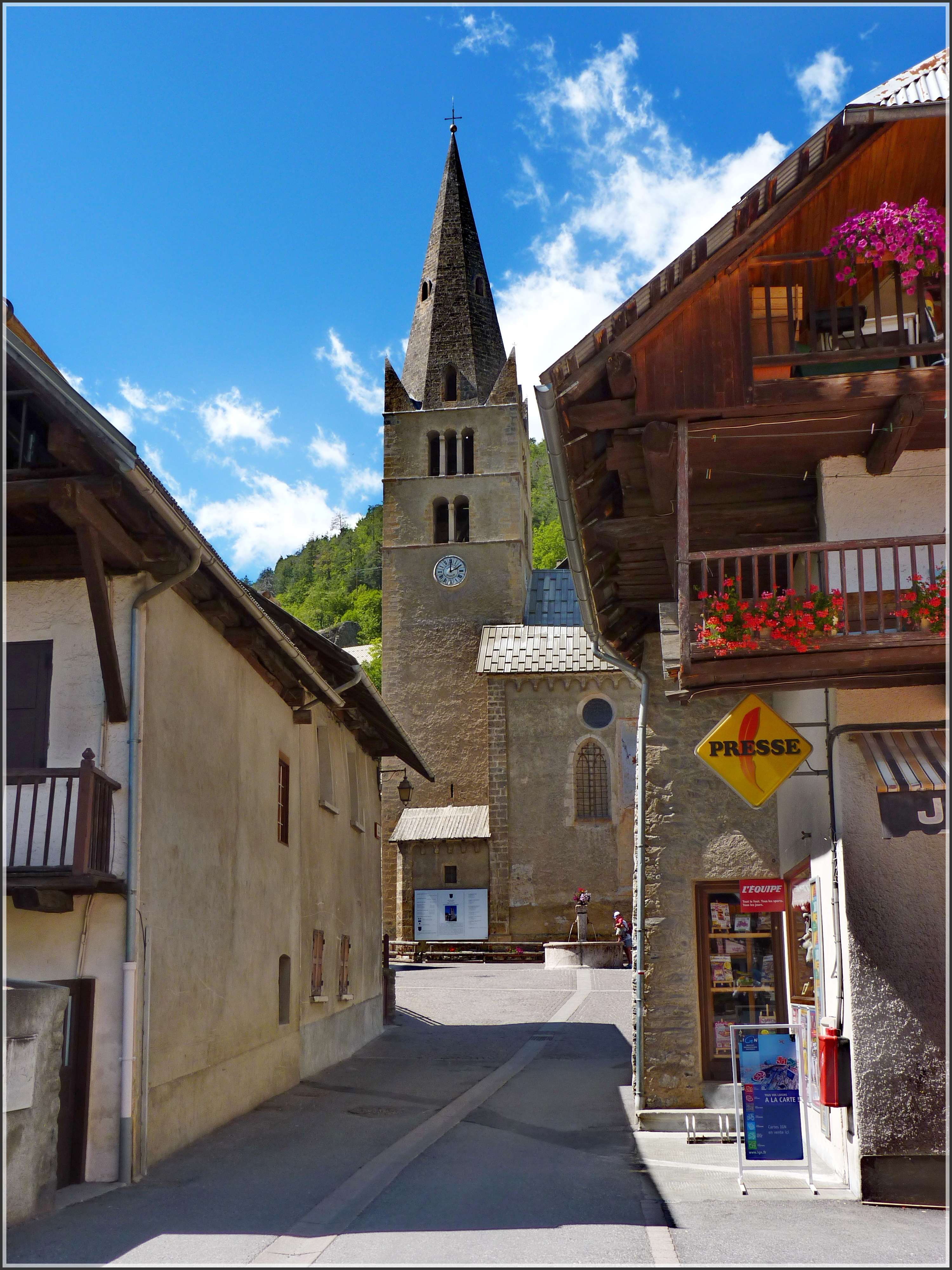
L'église dans le village
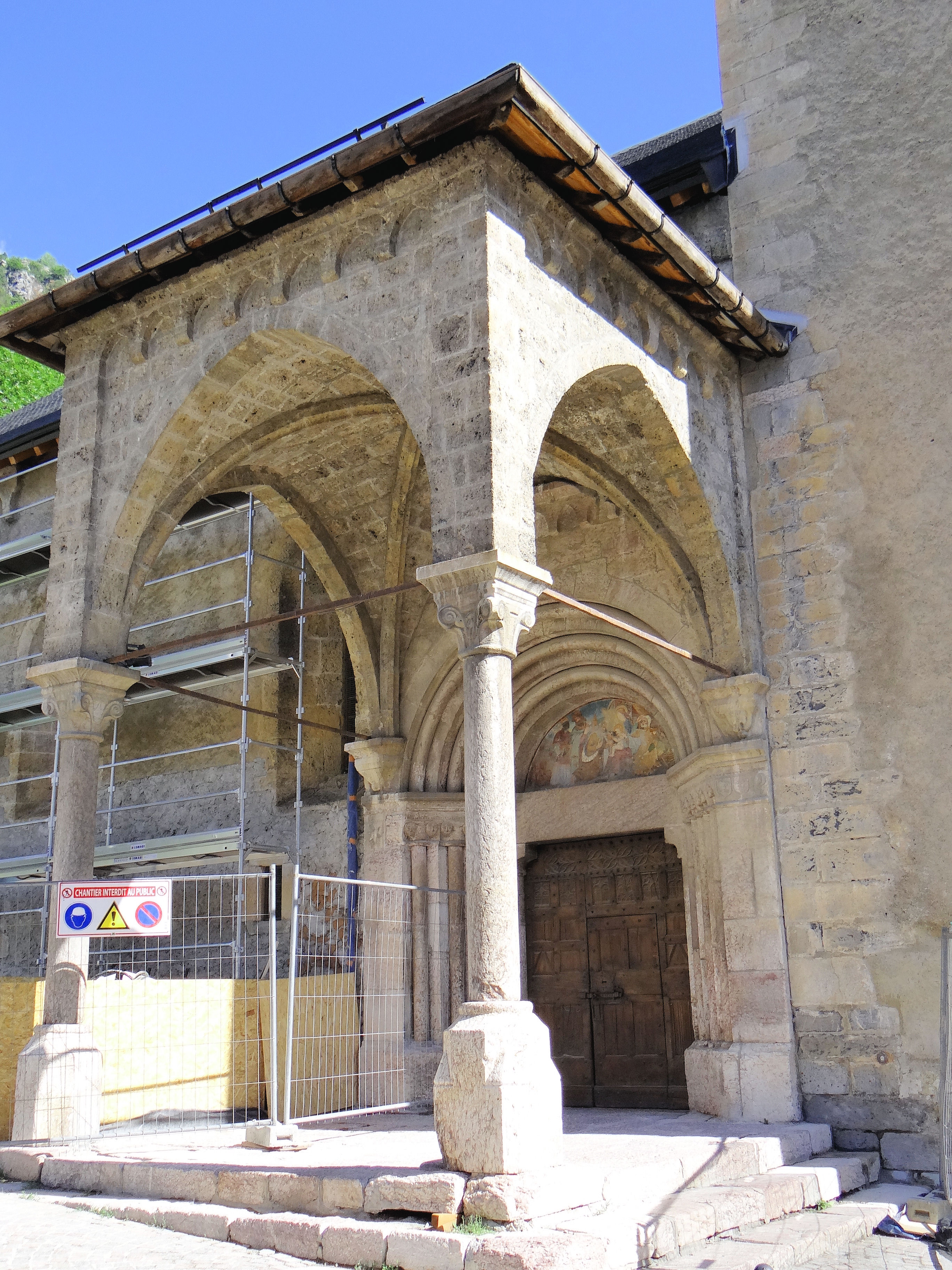
Le porche
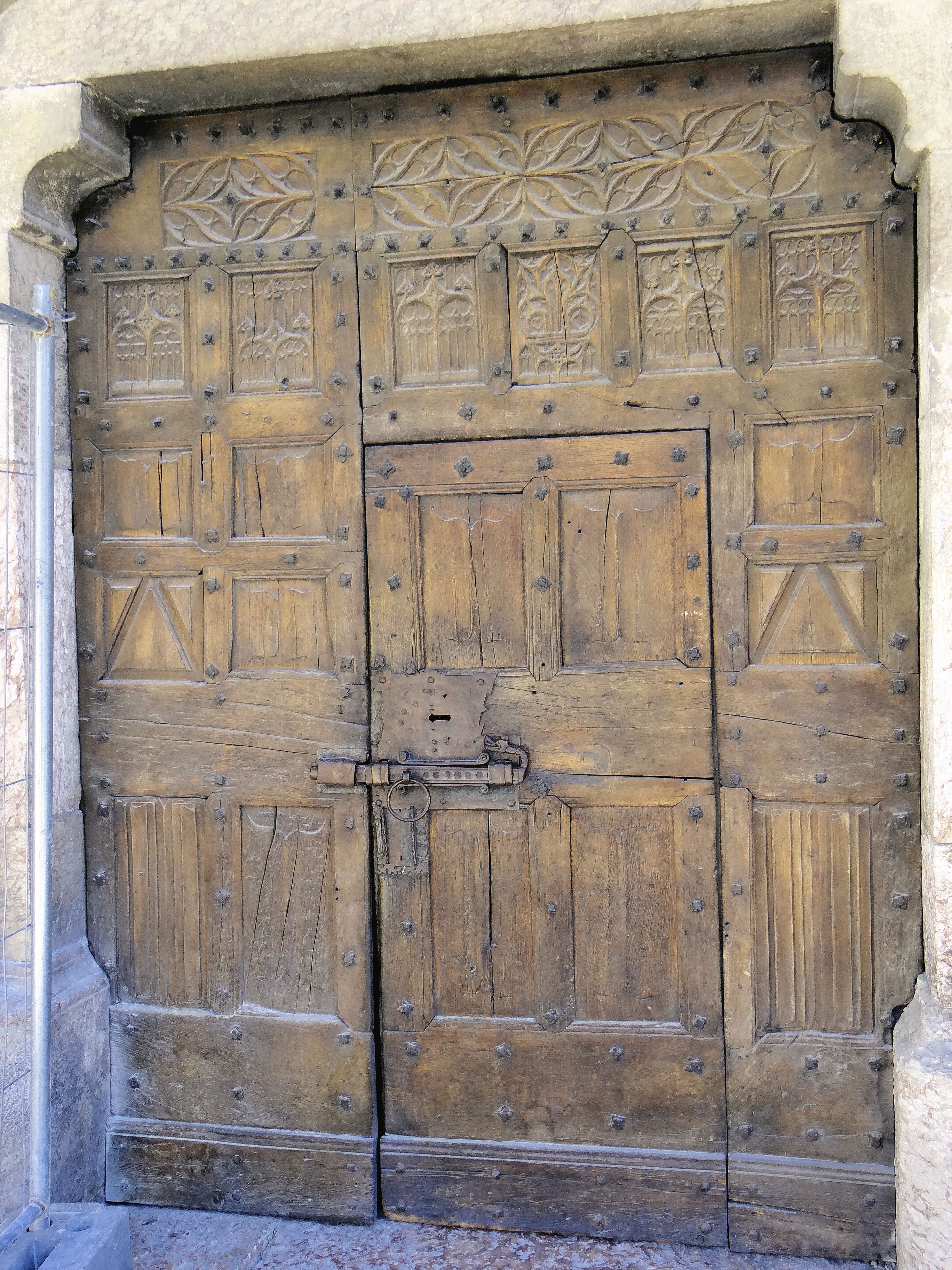
La porte de bois sculptée
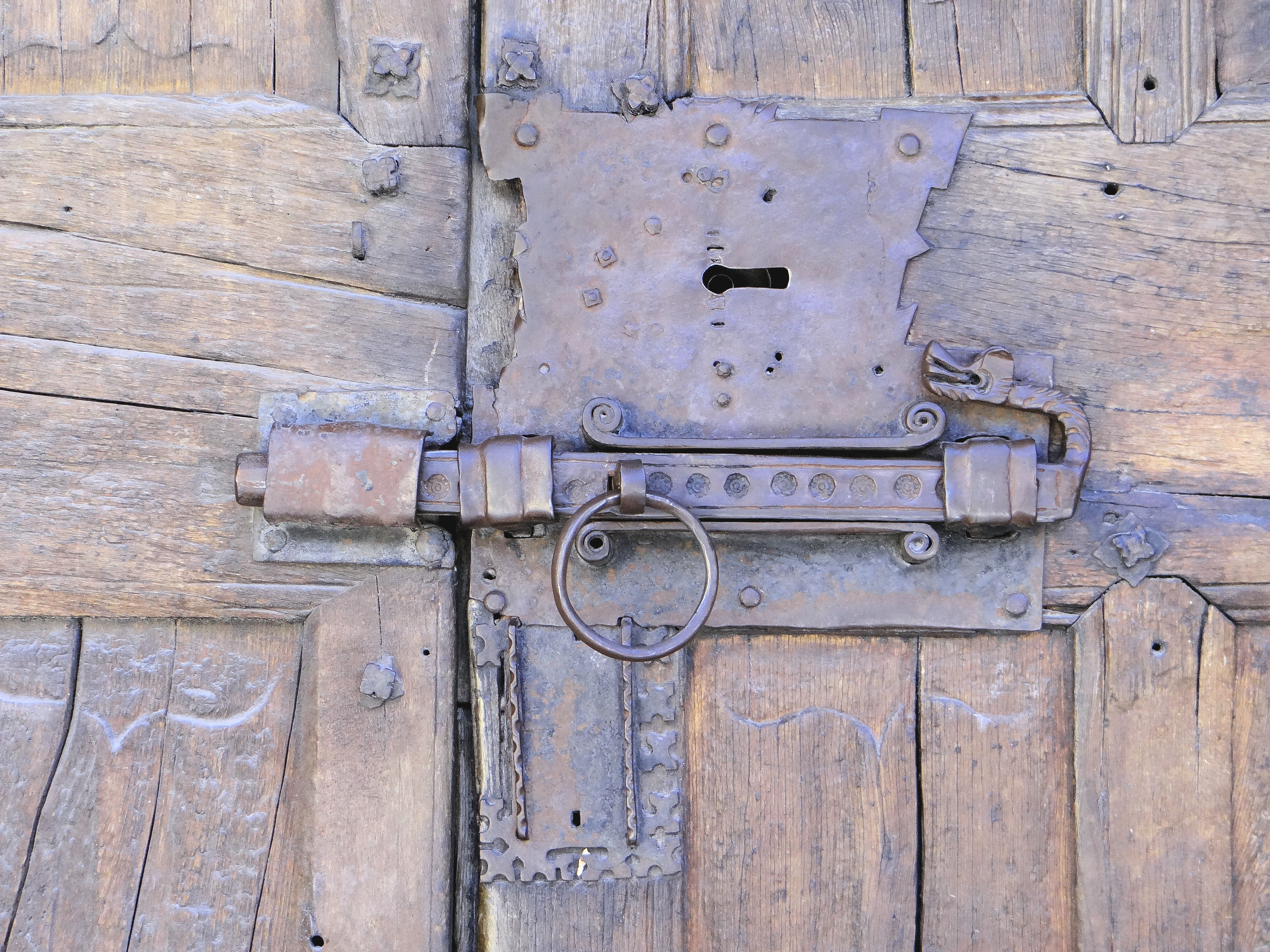
Détail du système de fermeture de la porte
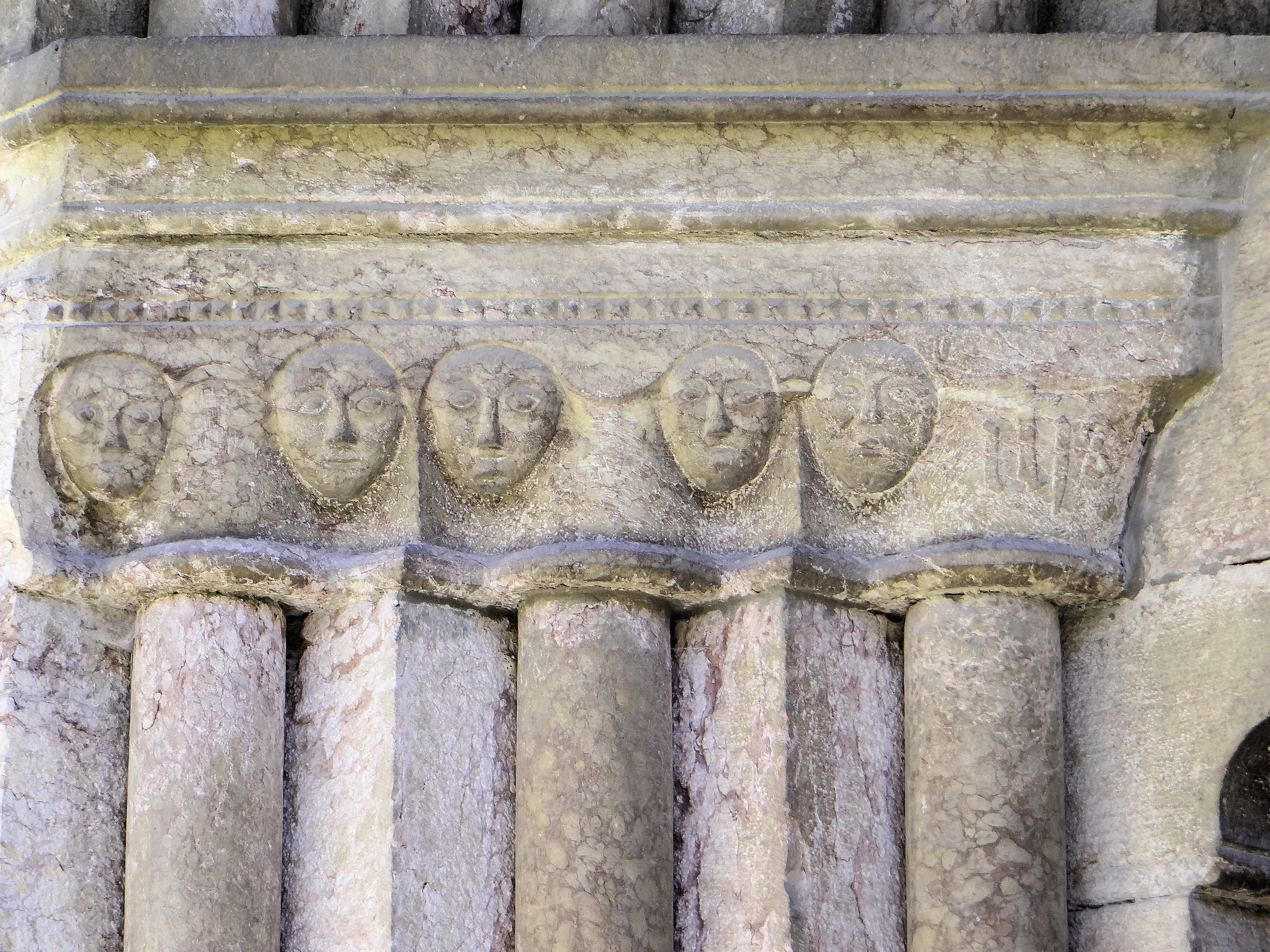
Détail des colonnettes et des chapiteaux
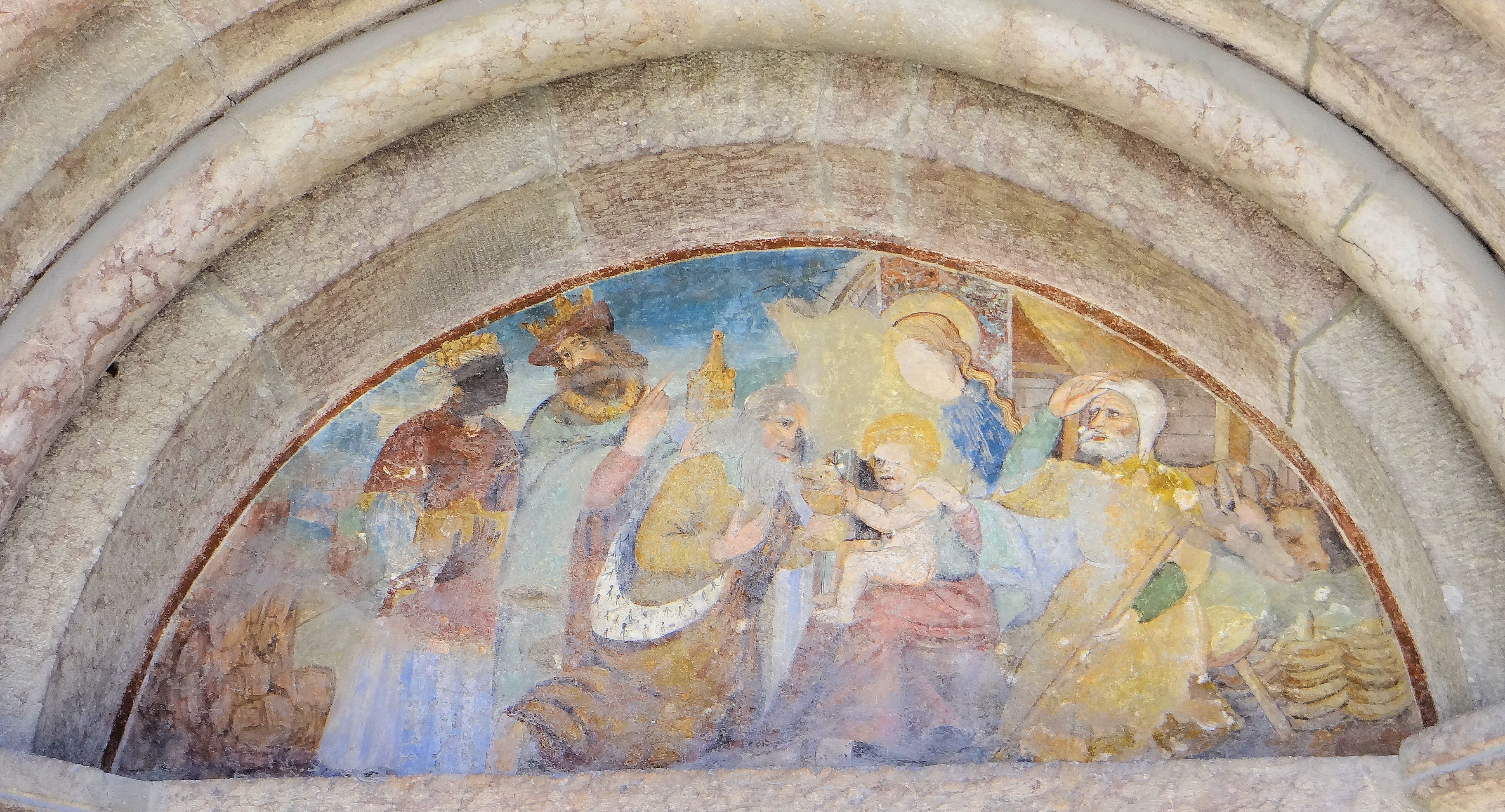
Tympan peint du portail représentant les rois Mages devant la sainte Famille

Au XXe siècle, la modernisation et l'essor du tourisme ont vu une architecture nouvelle s'implanter dans la région : la station de sports d'hiver de Puy-Saint-Vincent, créée en 1974, comprend aussi des bâtiments typiques des ensembles urbains de ce genre.

Village et hameaux de Puy-Saint-Vincent
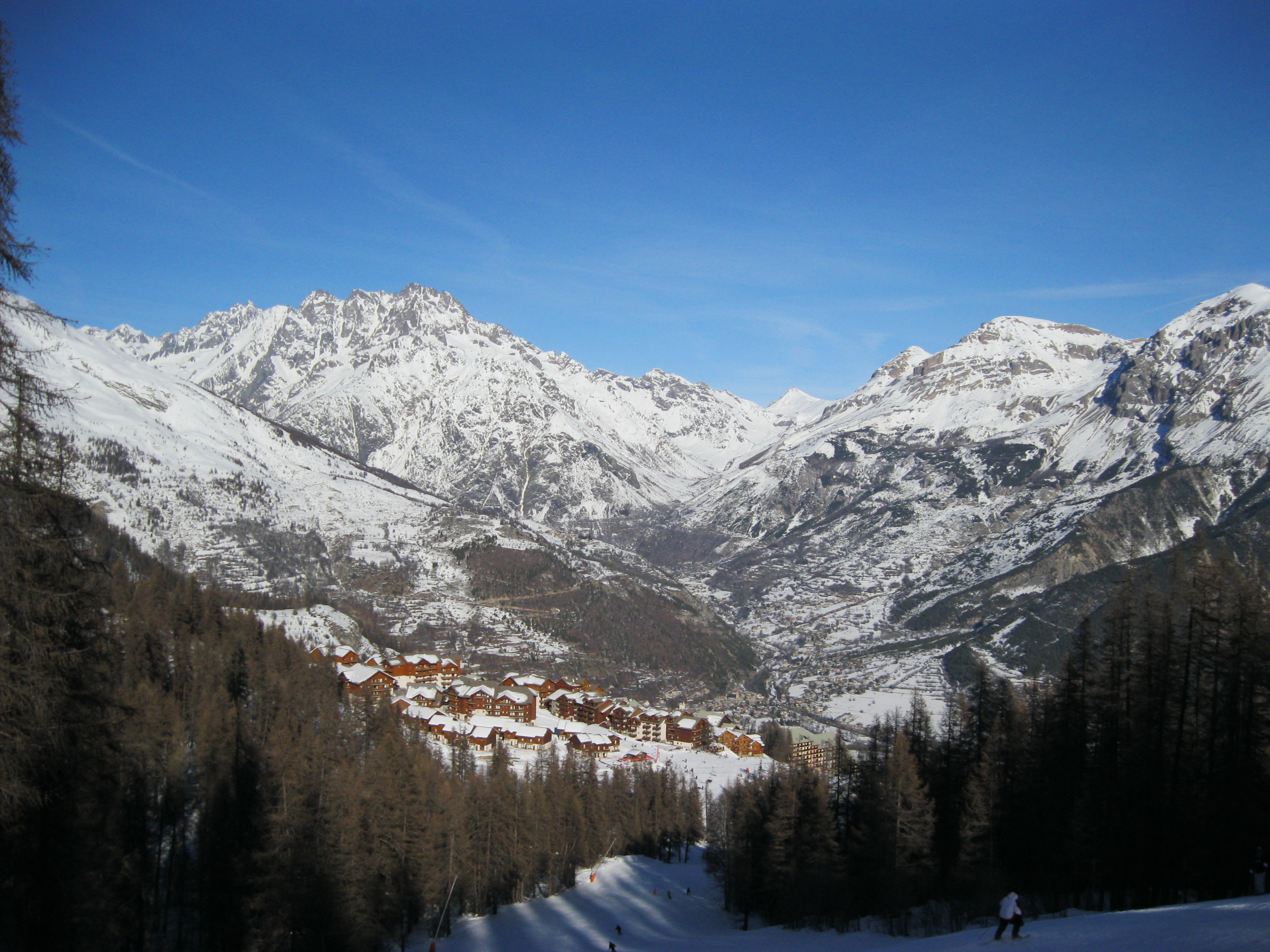
Vue sur la station du Puy-Saint-Vincent (1 800 m), en 2011
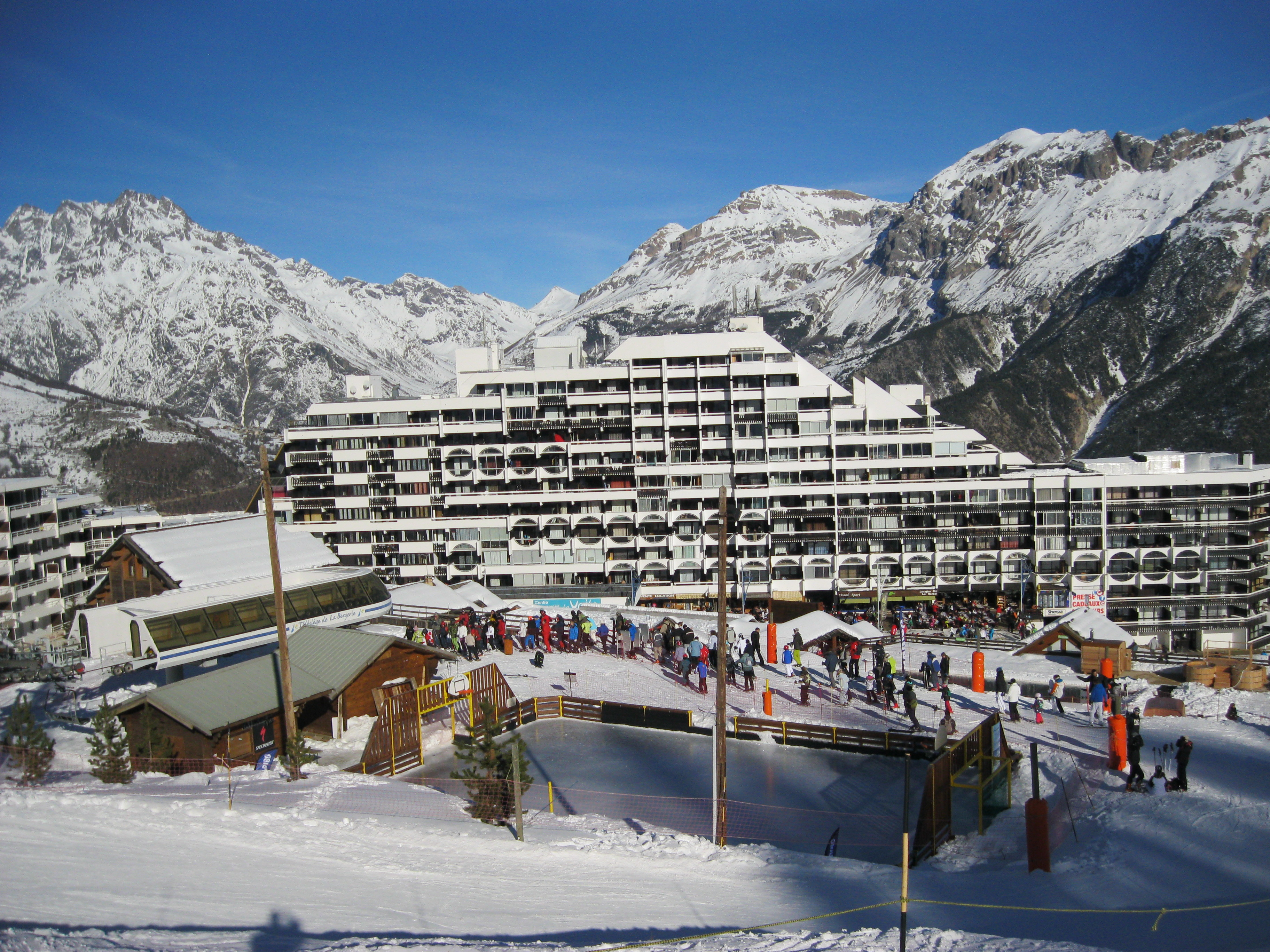
Vue d'une partie de station de sports d'hiver, en 2011
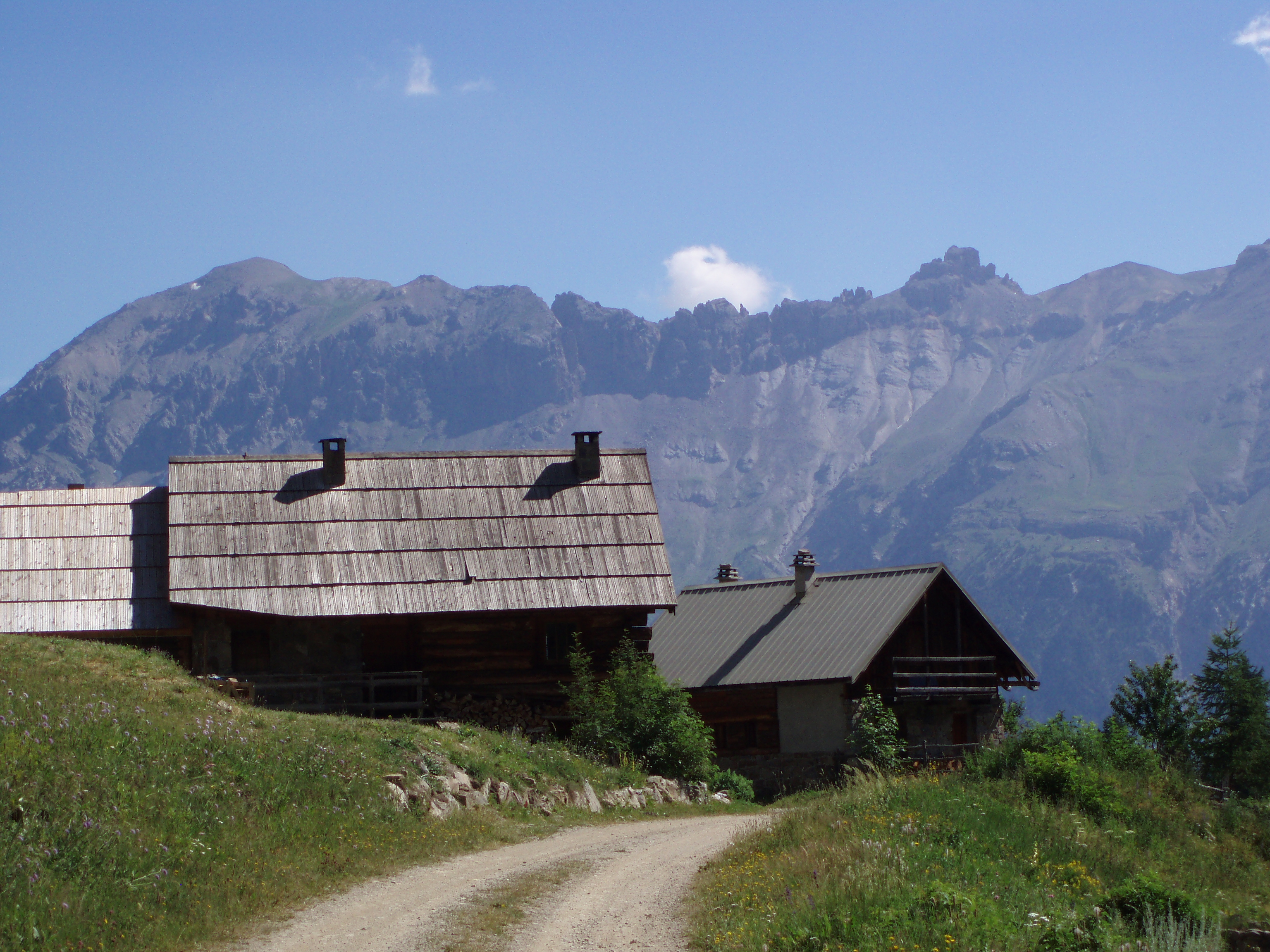
Le hameau d'alpage de Narreyroux
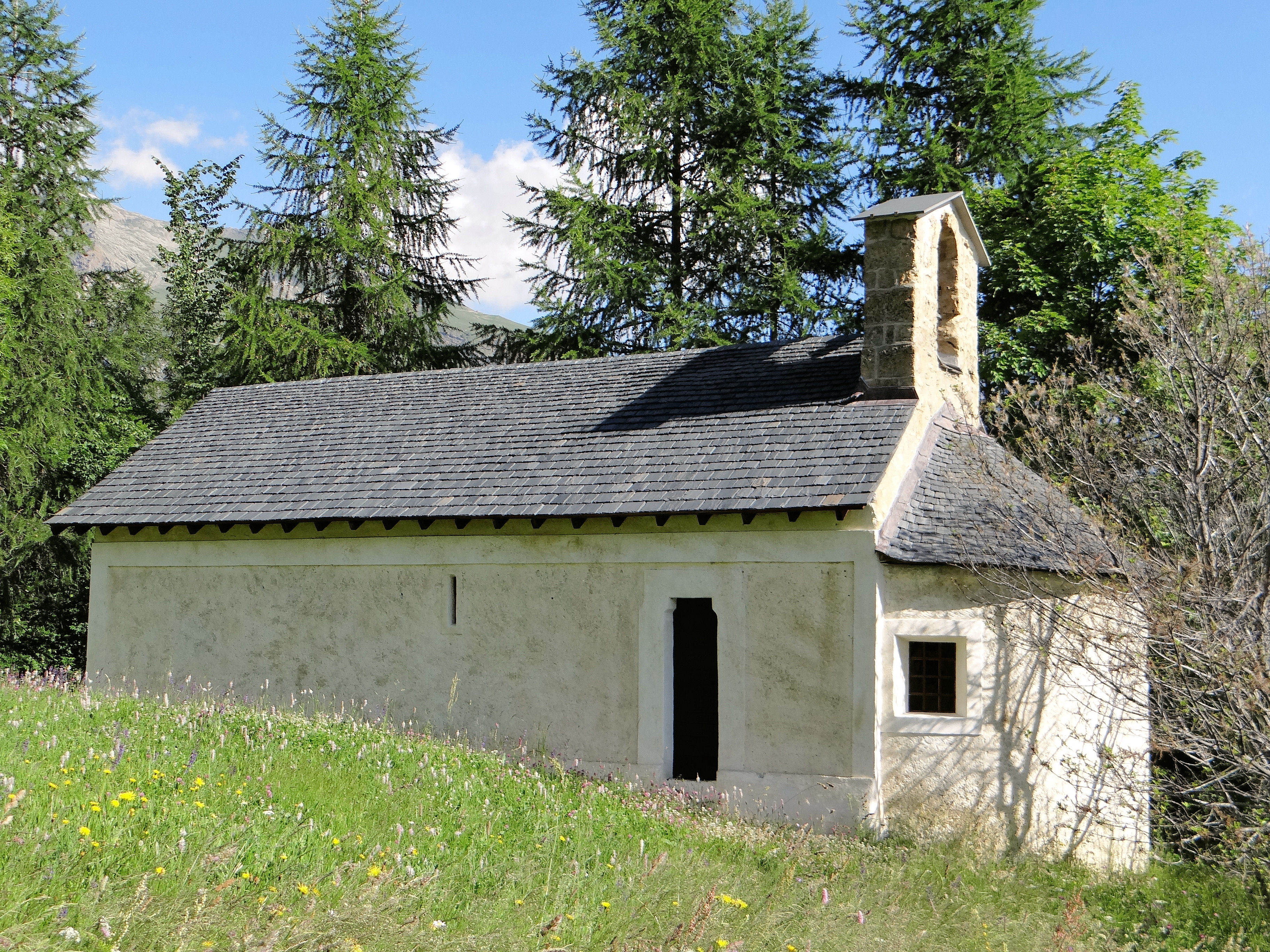
La chapelle Saint-Vincent

De nombreux cadrans solaires se trouvent sur les murs de maisons de cette vallée, qui se trouve sur la route historique des cadrans solaires des Hautes-Alpes.

## Histoire

### Moyen Âge et Renaissance
Au XIe siècle, la vallée, alors nommée Vallis jarentonnæ, dépendait de la prévôté de Saint Laurent d'Oulx, située dans le val de Suse. Il semble qu'aucune bulle du pape Urbain II ne concerne à l'époque Vallouise ni une éventuelle hérésie vaudoise.
Au XIIe siècle, Pierre de Bruys, potentiellement issu de la vallée de Vallouise, un prêtre catholique que sa hiérarchie condamna et interdit de prêcher, mais qui décida de le faire tout de même et, prédicateur itinérant, passa dans les diocèses d’Embrun et de Gap, puis en Provence et en Languedoc. Il professait une doctrine qui s'opposait à l’Église catholique sur plusieurs points. Il semble avoir fait des disciples en Vallouise.

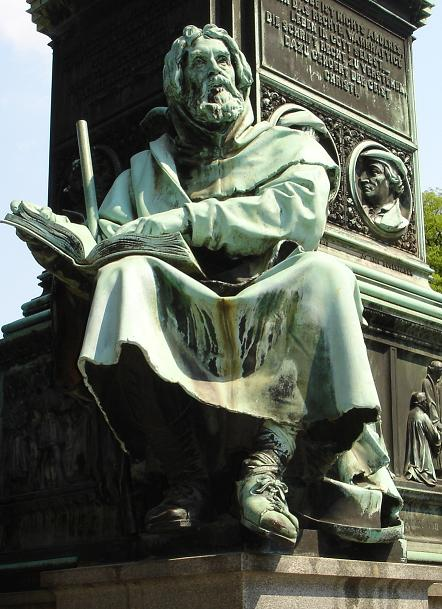
Statue de Vaudès sur le Mémorial Luther de Worms.

Pierre Valdo (ou Valdès, ou Vaudès), un autre prédicateur du XIIe siècle, fonde la fraternité des Pauvres de Lyon, le mouvement vaudois. Il est excommunié en 1184 et son mouvement persécuté. Ses disciples lyonnais fuient cette région et se réfugient dans les Alpes, notamment dans les vallées de la Haute-Durance (Briançonnais), de Freissinières, de la Vallouise, et peut-être du Queyras, ainsi que celles du piémont italien Pragela, Saint-Martin, Angrogne, Luzerne (les comtes qui possèdent ces pays sont les dauphins de Viennois pour les uns, les comtes de Savoie pour les autres). Ces nouveaux arrivants semblent avoir été bien accueillis dans ces vallées, mais restent discrets, car les persécutions de l’Église catholique continuent dans d'autres régions. Le pape Lucien III excommunie les Vaudois en 1184 et ils sont ensuite déclarés hérétiques lors du quatrième concile du Latran en 1215. En 1248, les persécutions se renforcent. Le XIVe siècle voit les Vaudois des vallées proches de la Haute-Durance montrés du doigt par l'Inquisition ; plusieurs archevêques d'Embrun et des frères mineurs de cette même ville se tournent alors contre ces populations. En 1338 et 1339, l'Inquisiteur vient dans la Vallepute (nom de la Vallouise à cette époque) et prononce des condamnations contre les hérétiques et confisque leurs biens. En 1348, le dauphin Humbert II de Viennois appuie l'action de l'archevêque d'Embrun, en demandant par lettre aux baillis, juges, procureurs et autres officiers de l'Embrunais et du Briançonnais de procéder avec cet ecclésiastique contre les Vaudois et les autres hérétiques.

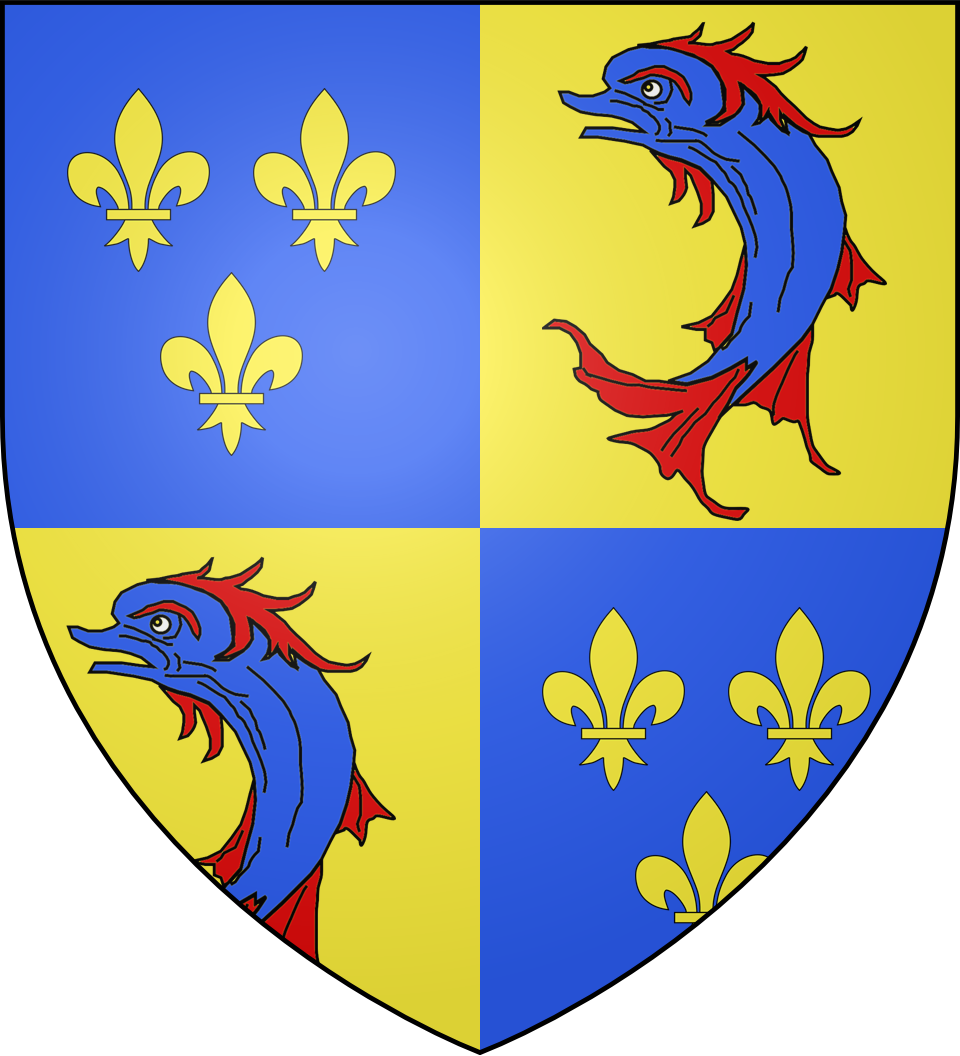
Blason de la province du Dauphiné.

Entretemps, en 1349, le Dauphiné de Viennois, auquel appartient la région de la Vallouise et de la Haute-Durance, est vendu par Humbert II de Viennois et rattaché au royaume de France. Il devient la province du Dauphiné.
Les persécutions contre les Vaudois se poursuivent et nombre d'entre eux voient leurs biens confisqués, reçoivent des amendes, voire sont torturés et brûlés. En 1375, le pape Grégoire XI demande au roi de France son aide pour contrer les hérétiques dauphinois ; en 1393, plusieurs de ceux des vallées de Freissinières, l'Argentière et Val Pute sont emprisonnés et un grand nombre est brûlé à Grenoble.
Certains auteurs attribuent une évangélisation des vallées vaudoises du Briançonnais à Vincent Ferrier (un prédicateur catholique qui sera canonisé), mais il semble que cela n'ait jamais été le cas.
Les Vaudois sont décimés et se cachent ; cependant, de 1478 à 1487, les persécutions reprennent. L'archevêque d'Embrun Jean Baile prend notamment la tête la Croisade contre les vaudois de 1488. Un massacre est perpétré lors de la répression religieuse conduite par l'inquisiteur Alberto Cattaneo, mandaté par le pape Innocent VIII contre les Vaudois des vallées de Freissinières, de la Vallouise, de L'Argentière du Val Cluson et des vallées alentour, avec le soutien du pape Innocent VIII. Dans la Vallouise, les Vaudois se réfugient près de l'Ailefroide, sur l'éminence nommée par la suite Baume des Vaudois ou serre des hommes morts ; il résistent un temps, mais l'armée qui les poursuit prend l'avantage et presque aucun n'en réchappe ; il semble qu'il y ait eu entre soixante-dix et plus de quatre-vingt-dix personnes tuées . En 1489, le roi Charles VIII rédige une lettre qui abolit les poursuites dirigées contre les Vaudois de Valcluson et de la Vallouise et rend leurs biens aux premiers. Il semble que malgré cela, il resta quelques partisans vaudois dans la vallée, mais ils disparurent peu à peu, ainsi que dans celle de l'Argentière.

### Temps modernes
Après la Révolution française, est créée la commune de Pelvoux, qui comporte plusieurs hameaux. Pelvoux est appelé La Pisse jusqu'en 1893, en référence à la cascade de l'Eychauda située aux Claux.

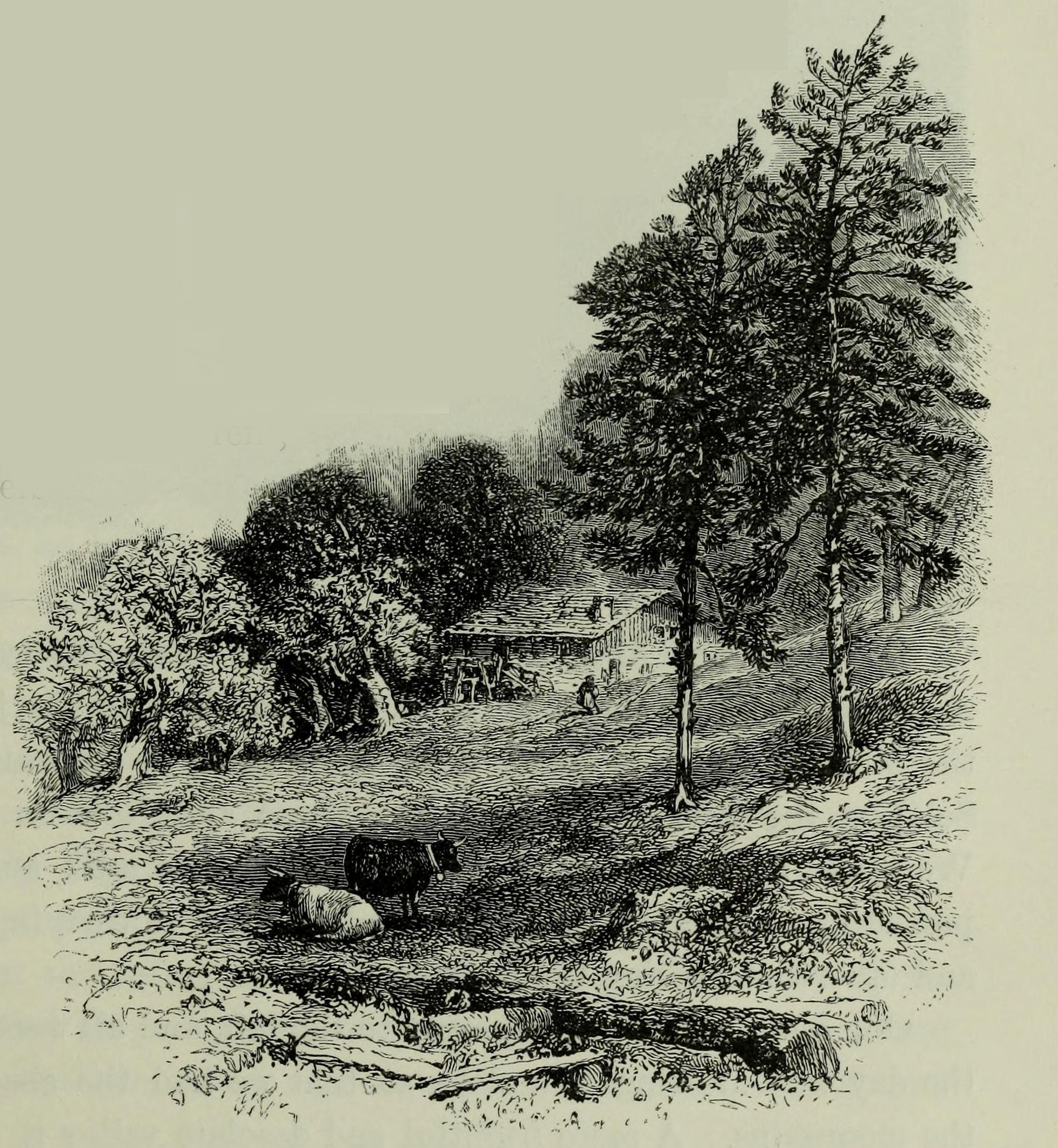
Illustration page 49 du guide Scrambles amongst the Alps [petite escalade dans les Alpes] par Edward Whymper, montrant le hameau d'Ailefroide, nommé « Alefred » ou « Aléfroide » dans ce livre.

En 1848, au début de la pratique de l'alpinisme, le professeur Puiseux atteint le point culminant du Mont Pelvoux (3 954 m), considéré alors comme le plus haut du massif. Puiseux remarque cependant, de ce promontoire, une cime plus élevée : la Barre des Écrins (4 103 m). En 1864, l’alpiniste anglais Edward Whymper atteint le sommet de cette dernière.

## Tourisme

### Refuges de montagne
Ce secteur compte de nombreux refuges de haute montagne, dont le refuge des Écrins, le refuge du Glacier Blanc, le refuge Cézanne, le refuge Tuckett (ancien abri Tuckett), le refuge du Pelvoux (refuge Lemercier), le refuge du Sélé, et le refuge des Bans.

## Personnalités liées à la Vallouise
- Abbon, recteur de Maurienne puis patrice qui possédait de nombreux biens dans la vallée de la Vallouise.
- Pierre de Bruys, un hérésiarque français du XIIe siècle qui contesta l'Église catholique avec violence, avant de périr vers 1131 dans les flammes d'un bûcher à Saint-Gilles ; des habitants de la Vallouise furent ses premiers disciples[5].